# 马库薹草
马库薹草（学名：Carex makuensis）是莎草科薹草属的植物，为中国的特有植物。分布于中国大陆的云南省等地，生长于海拔1,400米的地区，见于河边沙地，目前尚未由人工引种栽培。